# 黑小麥

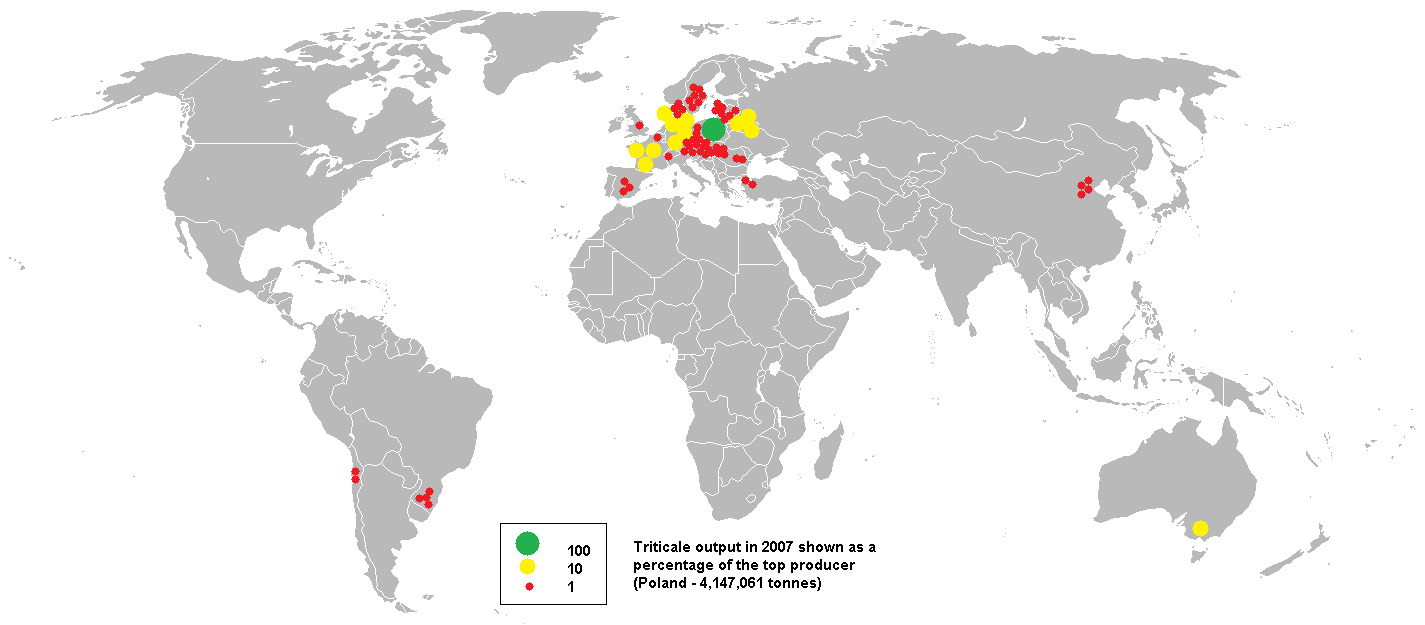
2007 年小黑麦产量在全球的分布情况

小黑麦、黑小麥是由小麦属和黑麦属物种经属间杂交和染色体加倍而人工结合成的新农作物。有四倍体、六倍体和八倍体三个类型。中国育成的八倍体小黑麦，外部形态介于双亲之间，而偏于小麦。和小麦比较，须根系和分蘖节较发达。叶片较长，被茸毛，叶鞘有蜡粉层。麦穗大，小花数多，芒较长。颖果较大，红色或白色，角质或半角质。休眠期较长。耐寒、耐瘠、耐旱，肥、水条件较好的地区易倒伏。成熟晚，难脱粒。在气候条件多变、水肥条件较差的高寒地区，产量可高于小麦。可作粮食、饲料，兼用作物栽种。